# إيسلي
  إيسلي (بالإنجليزية: ISLY)‏ هي جماعة قروية تابعة لعمالة وجدة أنكاد ضمن الجهة الشرقية بالمغرب.  بلغ مجموع عدد سكان   إيسلي حسب إحصاءات 2004 حوالي 23896  نسمة من بينهم 24 يعيشون في  4262 أسرة.

## إحصاء عام
| السنة | عدد السكان | عدد الأسر | عدد الأجانب |
| ----- | ---------- | --------- | ----------- |
| 1994  | 10139      | 1497      | °°°°        |
| 2004  | 23896      | 4262      | 24          |